# The Naked and Famous
The Naked and Famous ist eine neuseeländische Elektropop-Band aus Auckland.

## Bandgeschichte
Sängerin Alisa Xayalith und Musiker und Sänger Thom Powers sowie Aaron Short trafen sich 2006 am Music and Audio Institute in Auckland. Xayalith und Powers brachen ihr Studium ab und schlossen sich unter dem Namen The Naked and Famous zusammen. Der Bandname spielt auf den Song Naked and Famous der amerikanischen Rockband The Presidents of the United States of America (1994) an, bzw. auf Trickys Interpretation davon in seinem Song Tricky Kid.
Sie produzierten noch im selben Jahr als Duo zwei EPs. Außerdem traten sie in den USA beim CMJ Music Marathon in New York auf. In dieser Zeit wurden sie bereits vom Audio-engineering-Studenten Short unterstützt. Für ihre Liveauftritte fanden sie Anfang 2009 mit dem Bassisten David Beadle und dem Schlagzeuger Jesse Wood noch zwei weitere Musiker, die auf dieselbe High School gegangen waren wie Powers und Short, so dass die Band fortan aus fünf Mitgliedern bestand.
Ihren sofortigen Durchbruch hatten die Neuseeländer 2010 mit der Single Young Blood. Sie stieg auf Anhieb auf Platz 1 der neuseeländischen Charts ein und erreichte Platinstatus (15.000 verkaufte Einheiten). Young Blood erreichte in den USA Goldstatus mit über 500.000 verkauften Singles. Auf YouTube und Vevo erreichte der Song über 25 Millionen Klicks. Außerdem bekamen sie die APRA Silver Scroll, den neuseeländischen Songwriter-Preis für das Lied. Das drei Monate später veröffentlichte Debütalbum Passive Me, Aggressive You erreichte ebenfalls die Spitze der Albumcharts und wurde mit Gold ausgezeichnet.
Anfang 2011 gab es erste Veröffentlichungen und Auftritte in Großbritannien. Von der BBC wurden sie in die Liste Sound of 2011 der vielversprechendsten Newcomer 2011 aufgenommen. In Deutschland wurde Young Blood unter anderem durch die Trailer bekannt, mit denen der Musiksender VIVA für seine Senderumstrukturierung zum 1. Januar 2011 warb. Debütsingle und -album wurden im März auch in Europa veröffentlicht. 2011 trat die Band erstmals in Deutschland auf (Köln, Frankfurt, München, Berlin und Hamburg). Es folgte ein Festivalauftritt bei Rock am Ring im Juni sowie die zweite Deutschlandtournee im September.
Für den Film The Art of Flight, ein Snowboard-Dokumentarfilm um Travis Rice, wurden als Soundtrack gleich zwei Singles, Young Blood und No Way, verwendet.
Am 18. März 2013 veröffentlichte die Band auf ihrer Website ein Video von einem Konzertmitschnitt im The Warfield in San Francisco mit dem Titel One Temporary Escape. One Temporary Escape konnte kostenlos von ihrer Website heruntergeladen werden.
Ende April 2013 versammelte sich die Band wieder im Studio, um die Arbeit an ihrem zweiten Studioalbum abzuschließen. Im Mai gab die Band neue Tourdaten bekannt. Von September bis Dezember gaben The Naked and Famous in Amerika und Europa Konzerte. In Deutschland gab es im November Auftritte in Frankfurt, Hamburg, Berlin, München und Köln.
Am 13. September wurde In Rolling Waves in Deutschland veröffentlicht. In Rolling Waves wurde in Los Angeles aufgenommen und dabei co-produziert von Justin Medal-Johnson, der bereits mit M83, den Nine Inch Nails und Beck zusammenarbeitete. Anschließend wurde das Album in London von Alan Moulder abgemischt.
Die Hitsingle Hearts like Ours wurde in der Radiosendung von Zane Lowe zusammen mit einem Interview mit Thom Powers vorgestellt. Von Februar bis März waren The Naked and Famous die Vorgruppe für die Nordamerika-Tour der Band Imagine Dragons.
Am 20. November 2014 gab die Band auf Facebook bekannt, ein drittes Album veröffentlichen zu wollen. Das Album Simple Forms wurde am 14. Oktober 2016 veröffentlicht. Die erste Single Higher kam bereits am 7. Juli 2016 auf den Markt und erreichte den zweiten Platz der Heatseeker Singles in Neuseeland.
2018 verließen die beiden Gründungsmitglieder Aaron Short und Jesse Wood die Band, sodass die Band nur noch aus Alisa Xayalith und Thom Powers besteht. Im November 2019 wurde mit Sunseeker die erste Single aus dem vierten Studioalbum Recover veröffentlicht, welches schließlich am 24. Juli 2020 erschien. Sängerin Alisa Xayalith veröffentlichte im Dezember 2021 ihre erste Solo-Single namens High Fidelity.

## Songs als Soundtracks und in Medien
Punching in a Dream wurde im EA Sports Spiel FIFA 12 verwendet. Hearts Like Ours gehört zum Soundtrack zu FIFA 14. Young Blood und No Way wurden als Soundtrack für den Film The Art of Flight verwendet.
Punching in a Dream kommt auch in der Serie Vampire Diaries vor (S3E11 Intro).

## Mitglieder

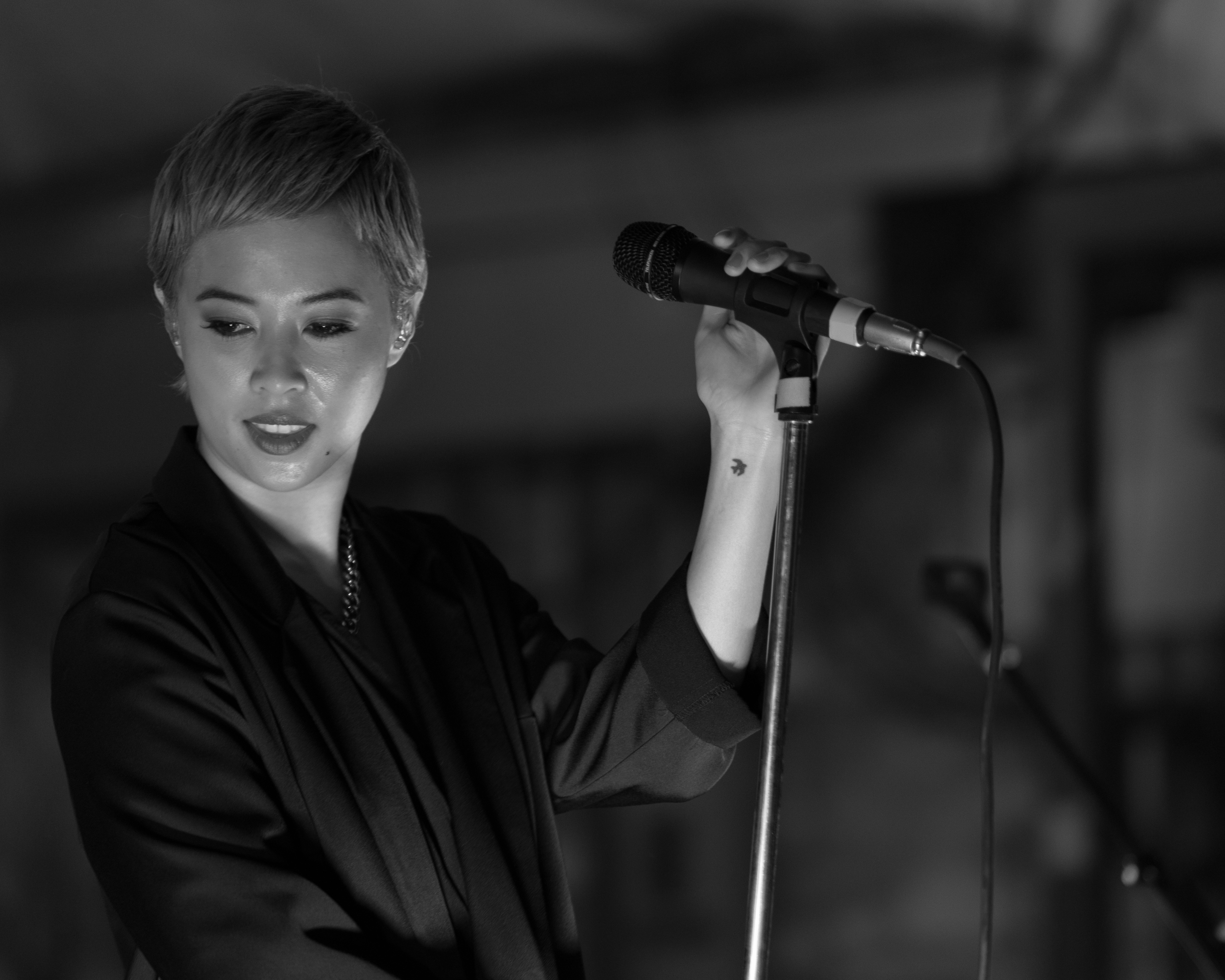
Alisa Xayalith
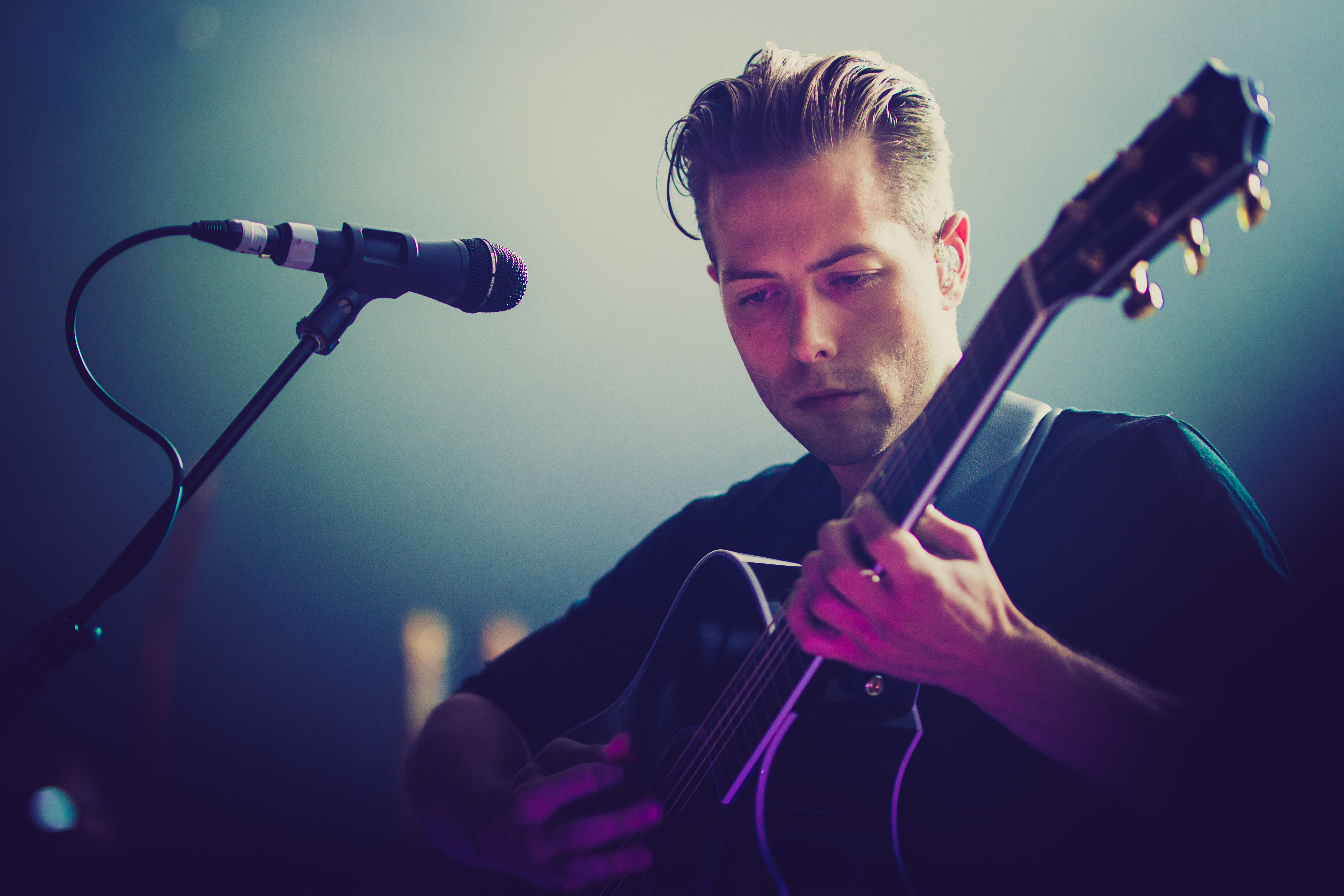
Thom Powers

## Diskografie
Studioalben
- 2010: Passive Me, Aggressive You
- 2013: In Rolling Waves
- 2016: Simple Forms
- 2018: A Still Heart
- 2020: Recover

Livealben
- 2018: A Still Heart (Live)

EPs
- 2008: This Machine
- 2008: No Light
- 2011: This Machine / No Light

Singles
- 2008: Kill the Littleblackdots
- 2009: All of This
- 2010: Young Blood (US: ×2Doppelplatin )
- 2010: Punching in a Dream (AU: Gold)
- 2011: Girls Like You
- 2011: No Way
- 2013: Hearts Like Ours
- 2014: A Stillness
- 2014: I Kill Giants
- 2016: Higher
- 2016: Laid Low
- 2016: The Runners
- 2017: A Still Heart
- 2019: Sunseeker
- 2020: Bury Us
- 2020: Come As You Are

Gastbeiträge
- 2015: Team Ball Player Thing (als Teil von #KiwisCureBatten)